# Batracomorphus hermes
Batracomorphus hermes är en insektsart som beskrevs av Knight 1983. Batracomorphus hermes ingår i släktet Batracomorphus och familjen dvärgstritar. Inga underarter finns listade i Catalogue of Life.